# アンハイザー・ブッシュ・インベブ
アンハイザー・ブッシュ・インベブ (英: Anheuser-Busch InBev N.V.) は、ベルギー・ルーヴェンに本拠を置き、世界50カ国以上に製造拠点を持つ酒類メーカー。ユーロネクスト・ブリュッセル、ニューヨーク証券取引所、JSE上場企業（Euronext: ABI 、NYSE: BUD、JSE: ANB）。
2008年、ベルギーのインベブが、オランダ・フランスの大手金融機関から融資を受けバドワイザーで知られるアメリカのアンハイザー・ブッシュを買収・合併し、社名変更、CEOにはインベブCEOのカルロス・ブリトが就任した。買収総額は約5兆8000億円で、ビールメーカーの買収では空前の規模となった。2012年、メキシコのグルポ・モデロの未保有株を201億ドルで取得し、完全子会社化した。2016年10月にはイギリスを本拠とするSABミラーの買収（吸収合併）が完了、ビール飲料の世界シェアは3割に達した。

## 沿革
- 1240年 - アンハイザー・ブッシュ・インベブ創業の原点、ベルギーの修道院にてオリジナルビールブランド・レフ（Leffe）が誕生。
- 1366年 - ベルギー・ルーヴェンのデ・ホールン醸造所にてアルトワ (Artois) が創業。
- 1860年 - アメリカでアンハイザー・ブッシュが創業。
- 1987年 - アルトワとPiedboeufが合併しインターブリュー (Interbrew) となる。
- 1999年 - ブラジルでブラーマ (Brahma) とアンタルチカ (Antarctica) が合併しアンベブ (AmBev) となる。
- 2004年 - インターブリューとアンベブが合併しインベブとなる。
- 2008年 - インベブとアンハイザー・ブッシュが合併しアンハイザー・ブッシュ・インベブとなる。
- 2011年 - グースアイランド・ブルワリーを買収[5]。
- 2012年 - グルポ・モデロを買収。ビール業界では、アンハイザー・ブッシュ買収に続く史上二番目の規模。
- 2014年 - オリエンタル・ブリュワリーを買収。
- 2016年 - SABミラーを買収。
- 2019年 - カールトン&ユナイテッドブリュワリーズ（オーストラリア）をアサヒグループホールディングスへ売却[6]。

## 主要ブランド
- アンタルチカ Antarctica
- OBビール
- ジュピラー Jupiler
- スコール Skol
- ステラ・アルトワ Stella Artois
- バス Bass
- バドライト Bud Light
- バドワイザー Budweiser
- ブラーマ Brahma
- ベックス Beck's
- ラバット Labatt
- レフ Leffe
- ヒューガルデン Hoegaarden
- グースアイランド・ブルワリー Goose Island Brewery
- コロナビール Corona Extra

## 地域ブランド
- ベルビュー